# Cocconotus annulipes
Cocconotus annulipes är en insektsart som först beskrevs av Morgan Hebard 1927.  Cocconotus annulipes ingår i släktet Cocconotus och familjen vårtbitare. Inga underarter finns listade i Catalogue of Life.